# Luftselbstverteidigungsstreitkräfte
Die Luftselbstverteidigungsstreitkräfte (jap. 航空自衛隊, Kōkū Jieitai, engl. Japan Air Self-Defense Force, abgekürzt JASDF) sind die De-facto-Luftwaffe Japans und ein Zweig der Selbstverteidigungsstreitkräfte. Sie verfügen über knapp 47.000 Mann und sind damit etwas größer als die Marine des Landes.
Die Luftselbstverteidigungsstreitkräfte sind durch ihre Gründung und Gleichstellung am 1. Juli 1954 die erste eigenständige Luftstreitmacht, über die Japan verfügt. Zuvor waren die Luftstreitkräfte immer der Marine (Kaiserlich Japanische Marineluftstreitkräfte) und der Armee (Kaiserlich Japanische Heeresluftstreitkräfte) untergeordnet.

## Auftrag
Die Luftselbstverteidigungsstreitkräfte sehen sich zu drei übergeordneten Aufträgen verpflichtet. Oberste Priorität genießt die Verteidigung des japanischen Luftraums gegen mögliche Invasoren. Dazu unterhalten die JASDF moderne Abfangjäger und ein dichtes Informationsbeschaffungsnetz am Boden mit Radarstationen und Flugabwehrraketen. Die Offensivkapazitäten sind aufgrund des Friedensimperativs der Verfassung des Landes stark eingeschränkt.
Dieser Priorität folgt der Einsatz im Katastrophenfall. Die japanische Topographie prädestiniert die Luftstreitkräfte dazu, die Bevölkerung in diesem Fall mit Aufklärungsflügen, dem Transport von Katastrophenhelfern sowie von benötigtem Material zu unterstützen.

## Aktuelle Ausrüstung

### Luftfahrzeuge
Die Luftselbstverteidigungsstreitkräfte verfügten Ende 2024 über 737 überwiegend moderne Militärluftfahrzeuge aus amerikanischer Produktion oder japanischem Lizenzbau. Davon waren 255 Kampfflugzeuge.
Im Rahmen eines Technologie-Demonstrationsprogramms, betreibt Mitsubishi die Entwicklung eines Tarnkappen-Luftüberlegenheitsjägerns (Mitsubishi X-2). Die Bedeutung der Tarnkappen-Technologie wurde offenkundig, als die Volksrepublik China im Januar 2011 den ersten Testflug eines Tarnkappen-Kampfflugzeuges von Typ Chengdu J-20 bekanntgab. Ziel war es ein Prototyp zu entwickeln, um Erfahrungen für zukünftige Projekte zu sammeln. Der Prototyp feierte am 22. April 2016 den Erstflug.
Im Dezember 2011 beschloss die japanische Regierung, 42 Kampfflugzeuge von Typ F-35 des US-Herstellers Lockheed Martin zu kaufen. Sie entschied sich damit gegen den Eurofighter und die F/A-18 Hornet von Boeing.
Die F-35 ersetzte Japans alternde Flotte von McDonnell F-4.
Ende 2023 gaben Japan, Italien und Großbritannien bekannt, ein neues Kampfflugzeug in 6. Generation entwickeln zu wollen. Das Mitsubishi F-X Programm soll ab 2035 in Japan die F-2 und in Großbritannien den Eurofighter ersetzen.

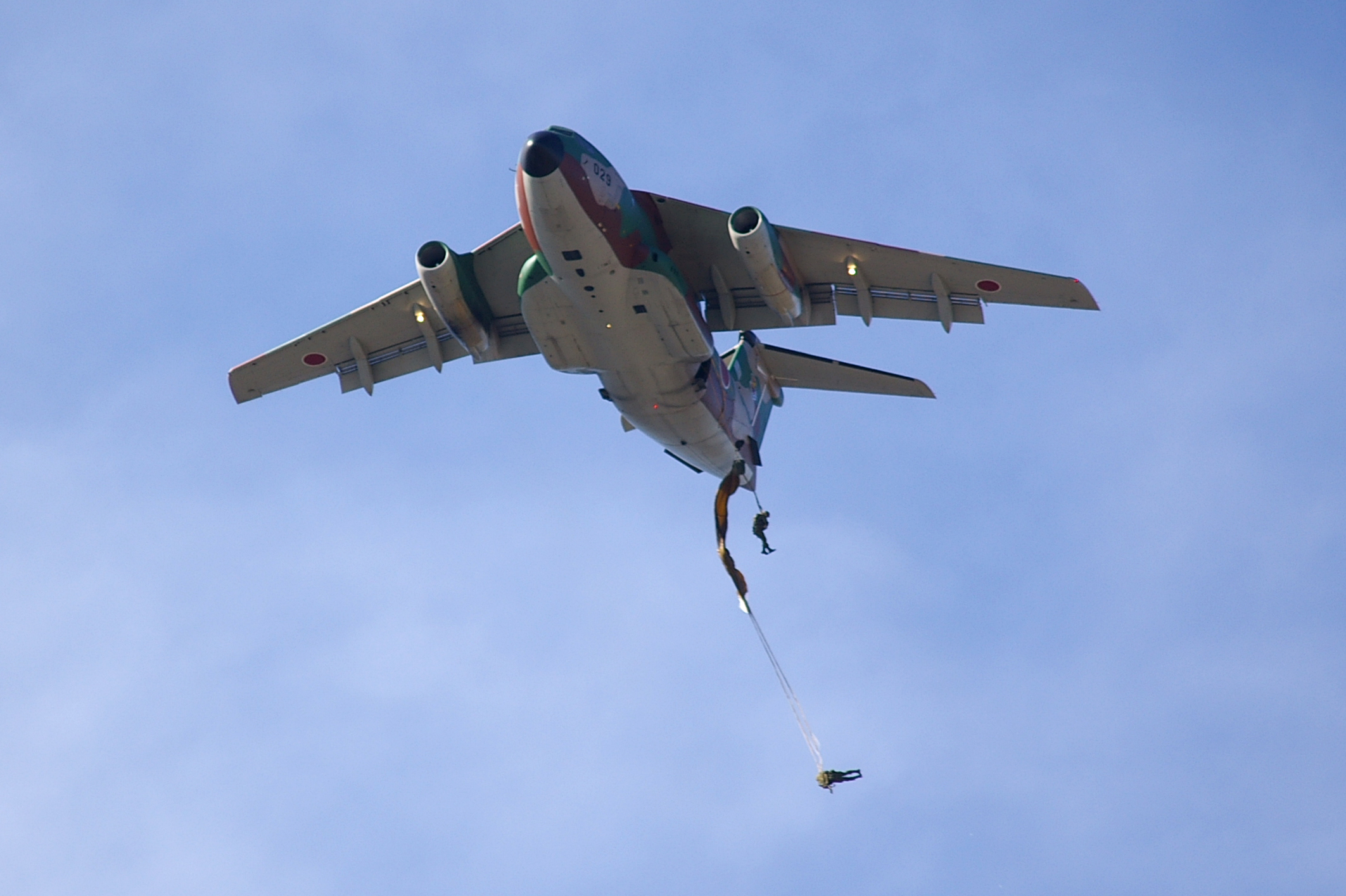
Eine C-1 beim Absetzen von Fallschirmjägern

| Typ                            | Bild           | Herkunft                 | Funktion                   | Version        | Aktiv          | Bestellt       | Anmerkungen                                                                |
| Kampfflugzeuge                 | Kampfflugzeuge | Kampfflugzeuge           | Kampfflugzeuge             | Kampfflugzeuge | Kampfflugzeuge | Kampfflugzeuge | Kampfflugzeuge                                                             |
| ------------------------------ | -------------- | ------------------------ | -------------------------- | -------------- | -------------- | -------------- | -------------------------------------------------------------------------- |
| Mitsubishi F-2                 |                | Japan                    | Mehrzweckkampfflugzeug     | F-2A           | 62             |                |                                                                            |
| F-15 Eagle                     |                | Vereinigte Staaten Japan | Luftüberlegenheitsjäger    | F-15J          | 155            |                | Lizenzbau                                                                  |
| F-35 Lightning II              |                | Vereinigte Staaten       | Mehrzweckkampfflugzeug     | F-35AF-35B     | 38             | 1              | Weitere 107 Maschinen sind geplant.                                        |
| Flugzeuge für Spezialmissionen |                |                          |                            |                |                |                |                                                                            |
| Boeing E-767                   |                | Vereinigte Staaten       | AWACS                      |                | 4              |                |                                                                            |
| Kawasaki C-1                   |                | Japan                    | Elektronische Kampfführung |                | 1              |                |                                                                            |
| Kawasaki C-2                   |                | Japan                    | Aufklärungsflugzeug        |                | 1              |                |                                                                            |
| E-2 Hawkeye                    |                | Vereinigte Staaten       | AWACS                      | E-2CE-2D       | 18             | 9              |                                                                            |
| Raytheon Hawker 800            |                | Vereinigte Staaten       | Search and Rescue          | U-125A         | 26             |                |                                                                            |
| NAMC YS-11                     |                | Japan                    | Elektronische Kampfführung |                | 3              |                |                                                                            |
| Tankflugzeuge                  |                |                          |                            |                |                |                |                                                                            |
| Boeing KC-46                   |                | Vereinigte Staaten       | Tankflugzeug               | KC-46A         | 4              | 2              | Weitere 9 Flugzeuge geplant                                                |
| Boeing 767                     |                | Vereinigte Staaten       | Tankflugzeug               | KC-767J        | 4              |                |                                                                            |
| Lockheed KC-130                |                | Vereinigte Staaten       | Tankflugzeug               | KC-130H        | 2              |                |                                                                            |
| Transportflugzeuge             |                |                          |                            |                |                |                |                                                                            |
| Boeing 777                     |                | Vereinigte Staaten       | Geschäftsreiseflugzeug     | 777-300ER      | 2              |                | Japanese Air Force One und Air Force Two. Vorgänger waren zwei Boeing 747. |
| Kawasaki C-1                   |                | Japan                    | Transportflugzeug          |                | 4              |                | Wird durch die C-2 ersetzt.                                                |
| Kawasaki C-2                   |                | Japan                    | Transportflugzeug          |                | 13             | 5              |                                                                            |
| C-130 Hercules                 |                | Vereinigte Staaten       | Transportflugzeug          | C-130H         | 14             |                |                                                                            |
| Gulfstream IV                  |                | Vereinigte Staaten       | Transportflugzeug          |                | 5              |                |                                                                            |
| Schulflugzeuge                 |                |                          |                            |                |                |                |                                                                            |
| Hawker 400                     |                | Vereinigte Staaten       | Schulflugzeug              |                | 13             |                |                                                                            |
| Mitsubishi F-2                 |                | Japan                    | Schulflugzeug              | F-2B           | 23             |                |                                                                            |
| F-15 Eagle                     |                | Vereinigte Staaten Japan | Schulflugzeug              | F-15DJ         | 44             |                | Lizenzbau                                                                  |
| Kawasaki T-4                   |                | Japan                    | Schulflugzeug              |                | 180            |                |                                                                            |
| Fuji T-3                       |                | Japan                    | Schulflugzeug              |                | 49             |                |                                                                            |
| Hubschrauber                   |                |                          |                            |                |                |                |                                                                            |
| CH-47 Chinook                  |                | Vereinigte Staaten Japan | Transporthubschrauber      | CH-47J         | 17             |                | Lizenzbau                                                                  |
| UH-60 Black Hawk               |                | Vereinigte Staaten Japan | Mehrzweckhubschrauber      | S-70UH-60J     | 57             |                | Lizenzbau. 17 weitere geplant.                                             |
| Unbemannte Luftfahrzeuge       |                |                          |                            |                |                |                |                                                                            |
| Northrop Grumman RQ-4          |                | Vereinigte Staaten       | Aufklärungsdrohne          | RQ-4B          | 3              |                | [ 9 ]                                                                      |

### Waffensysteme

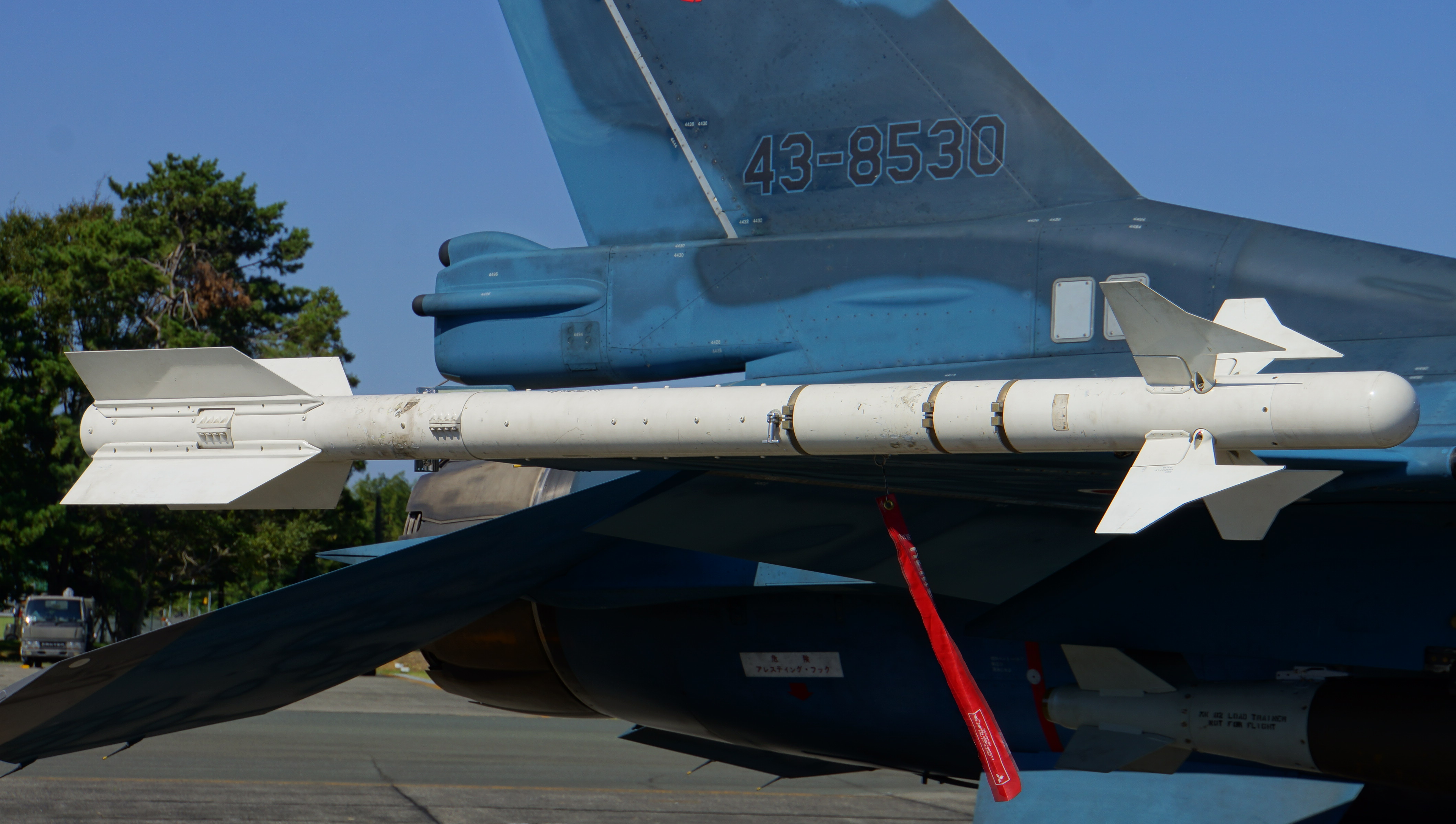
Typ-90 an einer F-2

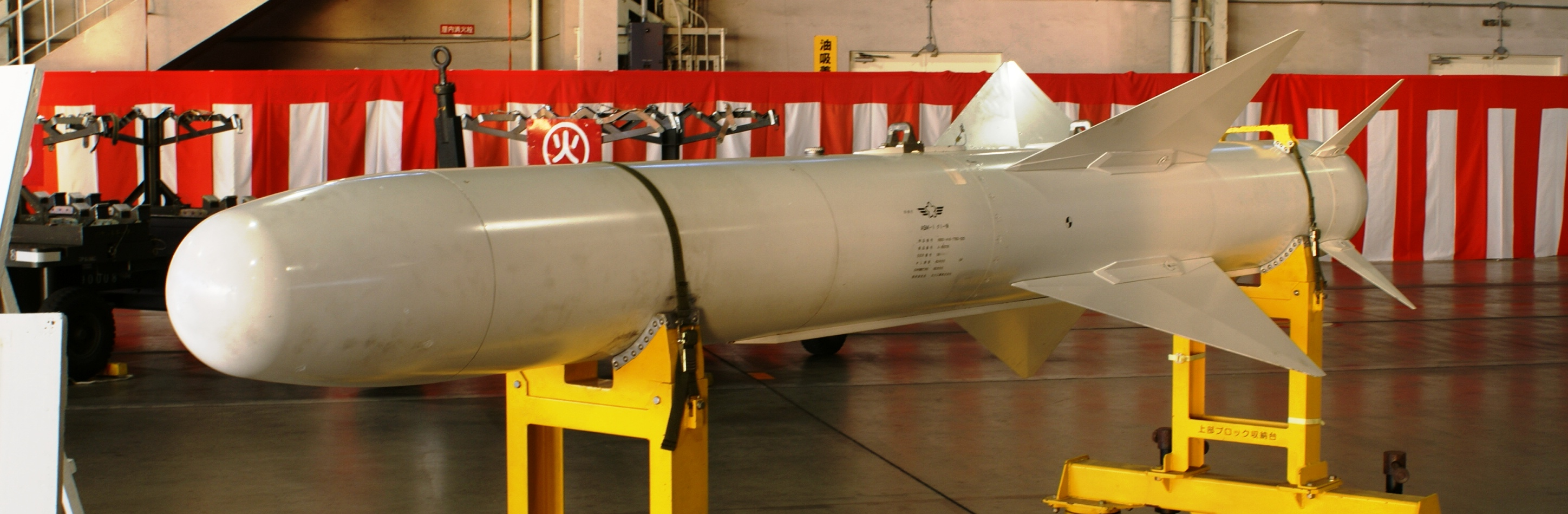
ASM-1 Seezielflugkörper

Die Luftselbstverteidigungskräfte verfügen über folgende Raketen, Bomben und Flugabwehrsysteme:
Flugabwehrsysteme:
- 120× MIM-104 Patriot PAC-3 ()
- ~26× Air Base Defense SAM
- Typ 81 Tan-SAM ()

Luft-Luft-Raketen:
- Typ 04 AAM ()
- Typ 90 AAM ()
- Typ 99 AAM ()
- AIM-7 Sparrow ()
- AIM-120 C5/C7 AMRAAM ()

Seezielflugkörper:
- Typ 80 ASM ()
- Typ 93 ASM ()

Bomben:
- GBU-38 ()
- GBU-54 ()

## Organisation und Stützpunkte

Stützpunkte und Zonen der Luftselbstverteidigungsstreitkräfte:
NADF: nördliche Zone
CADF: zentrale Zone
WADF: westliche Zone
SCAD: südwestliche Zone

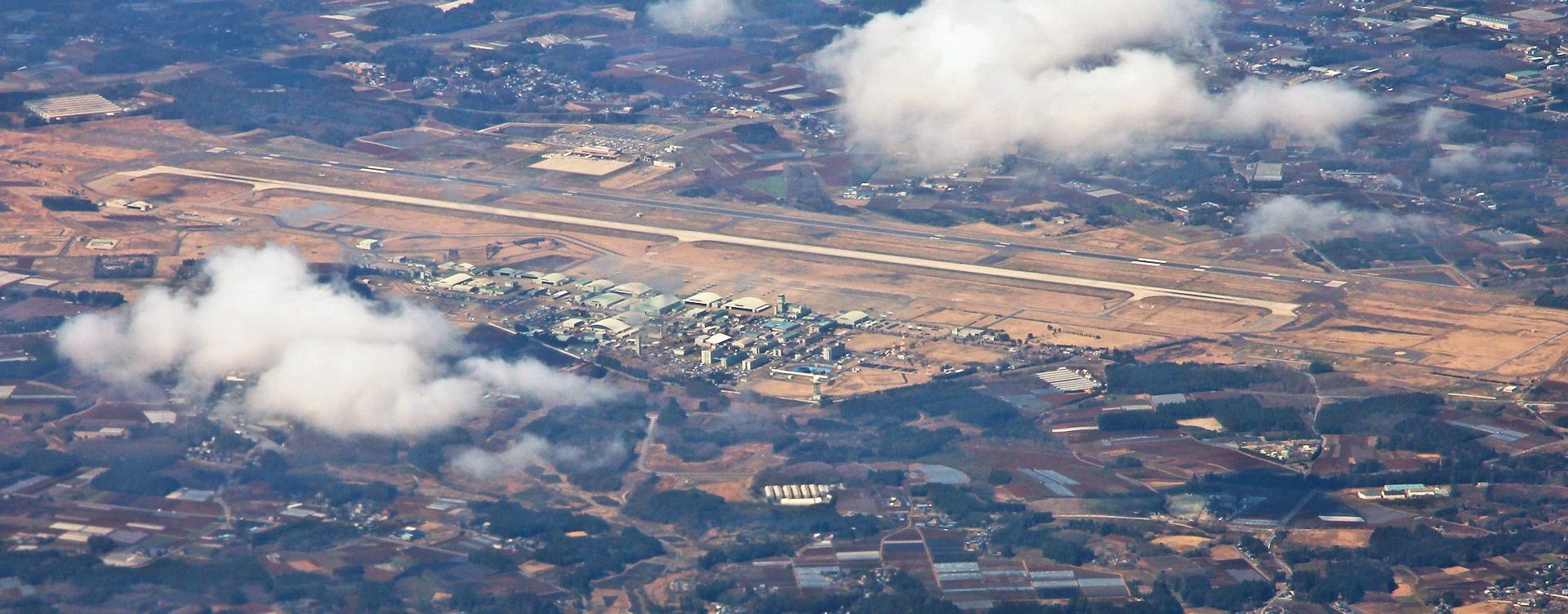
Flugplatz Hyakuri

Die folgende Übersicht gilt für das Jahr 2024.

### Luftverteidigungskommando (航空総隊,kōkū sōtai)
- Bereich Nord (北部航空方面隊, hokubu kōkū hōmentai), Hauptquartier in Misawa
  - Chitose, 2. Geschwader mit der 201. und 203. Staffel (F-15J/DJ und T-4 - seit 2025 auch F-35A)[11]
  - Misawa, 3. Geschwader mit der 301. und 302. Staffel und nördliches Unterstützungskommando (F-35A und T-4)
- Bereich Zentral (中部航空方面隊, chūbu kōkū hōmentai), Hauptquartier in Iruma
  - Komatsu, 6. Geschwader mit der 303. und 306. Staffel (F-15J/DJ und T-4, seit 2025 zusätzlich F-35A)[12]
  - Hyakuri, 7. Geschwader mit der 3. Staffel (F-2 und T-4)
  - Iruma, zentrales Unterstützungskommando (T-4 und Gulfstream IV)
- Bereich West (西部航空方面隊, seibu kōkū hōmentai), Hauptquartier in Kasuga
  - Nyutabaru, 5. Geschwader mit der 305. Staffel (F-15J/DJ und T-4, ab August 2025 auch F-35B)[13]
  - Tsuiki, 8. Geschwader mit der 6. und 8. Staffel (F-2 und T-4)
  - Kasuga, westliches Unterstützungskommando (T-4)
- Bereich Südwest (南西航空混成団, nansei kōkū konseidan), Hauptquartier in Naha auf Okinawa
  - Naha, 9. Geschwader mit der 204. und 304. Staffel (F-15J/DJ und T-4)[14]
- AWACS-Geschwader, Hauptquartier in Hamamatsu
  - Misawa, 601. Staffel (E-2)
  - Hamamatsu, 602. Staffel (E-767)
  - Naha, 603. Staffel (E-2)
- Taktisches Geschwader, Hauptquartier auf der Yokota Air Base
  - Komatsu, Aggressor-Staffel (F-15J/DJ und T-4)
  - Iruma, EloKa-Staffel (C-1 und YS-11) und ELINT-Staffel (YS-11)
- Luftrettungsgeschwader, Hauptquartier in Iruma
  - Luftrettungsstaffeln, verteilt auf mehrere Stützpunkte (Gulfstream IV und UH-60)
  - Lufttransportstaffeln, verteilt auf mehrere Stützpunkte (CH-47)

### Unterstützungskommando (航空支援集団,kōkū shien shūdan)
- Komaki, 1. Taktisches Transportgeschwader (輸送航空団, yusō kōkūtai) mit der 401. und 404. Staffel (C-130H und KC-767J)
- Iruma, 2. Taktisches Transportgeschwader mit der 402. Staffel (C-1, C-2 und Gulfstream IV) und der Flugteststaffel (Hawker 400)
- Miho, 3. Taktisches Transportgeschwader mit der 403. und 405. Staffel (C-2 und KC-46A)
- Chitose, Spezielles Transportgeschwader mit der 701. Staffel (B-777)

### Ausbildungskommando (航空教育集団,kōkū kyōiku shūdan)
- Hamamatsu, 1. Geschwader mit der 4., 31. und 32. Trainingsstaffel (T-4 und Hawker 400)
- Matsushima, 4. Geschwader mit der 11. (Kunstflugstaffel Blue Impulse; T-4) und 21. Trainingsstaffel (F-2)
- Yaizu, 11. Trainingsgeschwader mit der 1. und 2. Trainingsstaffel (T-3)
- Hōfu, 12. Trainingsgeschwader mit der 1. und 2. Trainingsstaffel (T-3)
- Ashiya, 13. Trainingsgeschwader mit der 1. und 2. Trainingsstaffel (T-4)
- Nyutabaru, Kampfflugtrainings-Gruppe mit der 23. Trainingsstaffel (F-15J/DJ und T-4)

### Entwicklungs- und Testkommando
- Gifu, Entwicklungs- und Testgeschwader (F-2, F15, C-1, T-3 und T-4)

### Kunstflugteam
Die Blue Impulse sind das Kunstflugteam der Luftselbstverteidigungsstreitkräfte.